# Ядерные малайско-полинезийские языки
Ядерные малайско-полинезийские языки — генетическое объединение австронезийских языков, входящее в состав индо-меланезийских языков. Это ветвь, предложенная Вуком и Россом (2002), которая, как полагают, разошлась из вероятной родины в Сулавеси. Они называются ядерными, потому что являются основным ядром малайско-полинезийской языковой семьи, включающей малайские и полинезийские языки. Ядерные малайско-полинезийские языки встречаются по всей Индонезии, помимо центра острова Калимантан (Борнео), штата Сабах, и севера провинции Сулавеси, в Меланезии и в Тихом океане.
Ядерные малайско-полинезийские языки являются теми, которые оставлены в австронезийском совпадении, унаследованном из прото-малайско-полинезийского синтаксиса. К ним относятся традиционные географические группировки центрально-малайско-полинезийских, восточно-малайско-полинезийских, и часть западно-малайско-полинезийских языков, часть названий внутренних западно-сулавесийских языков Вука и Росса.
Внутренние западно-малайско-полинезийские (сулавесийские) негативно определены потому, что языки Больших Зондских островов и Сулавеси не включены в центрально-восточную малайско-полинезийскую группу. Центрально-восточные являются союзной группой, которая расходится от остальных малайско-полинезийских языков, благодаря не-австронезийской субстрате, а не другому генеалогическому родству.
Состоят из:
1. сунда-сулавесийских и
2. центрально-восточных малайско-полинезийских языков.

## Языки
Ядерные малайско-полинезийские языки — ветвь, состоящая из большого количества маленьких типов неопределённой принадлежности. Ниже приведены, в основном, названия бесспорных групп как частей:
- Бали-сасакские языки: балийский язык, сасакский язык, сумбава
- Банджарский язык
- Батакские языки
  - Северо-батакские: батак-алас-клуэт, батак-дайри, батак-даро
  - Сималунганские: батак-сималунгун
  - Южно-батакские: батак-ангкола, батак-мандайлинг, батак-тоба
- Бедоанас-эрокванасские языки: бедоанасский, эрокванас
- Биакские языки: биакский, дуснерский, меосварский
- Восточно-центрально-малуккские языки: банда, бати, ватубела, гесерский, манипа
  - Языки ару: баракайский, батулейский, восточно-таранганский, добелский, западно-таранганский, карейский, коба, кола, компане, лола, лорангский, маномбайский, марири, уджирский
  - Серамские языки: боботский, масивангский, хоти
    - Языки манусела-сети: бенггойский, лиана-сети, манусела, саласский, хуаулу
    - Языки нунусаку: каели, луху;
    - Языки савай-нуаулу: салеманский, северный нуаулу, южный нуаулу
      - Пиру-бэйские языки (20 языков)
      - Языки трёх рек (алуне и ещё 9 языков)
- Гайо
- Западно-дамарские языки: западно-дамарский
- Ибан-малайские языки
  - Ибанские языки: балау, банджарский язык, ибанский язык, кендаянский, кенинджалский, муалангский, ремунский, себеруангский, субуяу, урак-лавойский язык
  - Малайские языки
- Ираруту (касира)
- Иресимский язык
- Йеретуарский язык
- Кей-танимбарские языки: кейский, фордата, ямдена
- Ковиайский язык
- Лампунгский язык-Сунданский язык
- Мадурский язык
- Ментавайский язык
- Мокленские языки: мокенский, мокленский
- Морский язык
- Насалский язык
- Ниасский язык
- Океанийские языки
- Палауский язык
- Раджа-ампатские языки: асский, вайгео, гебе, маденский, матбатский, ма’я
- Реджангский язык
- Северо-бомберайские языки: аргуни, онинский, секарский, уруангниринский
- Сикуле
- Сималурский язык
- Сумба-флоресские языки (бима-сумба): бима
  - Языки сумба (см.)
  - Энде-манггарайские языки: комодо, манггараи, риунгский
    - Центрально-флоресские языки
      - Энде-лио (диалектный кластер): кео, лио, наге, энде, палуэ
      - Нгада-соа (диалектный кластер)
      - другие: ваэ-рана, кепо, раджонгский, рембонгский, ронгга

  - Языки флорес-лембата: сика
    - Кеданг-ламахолотские языки: кедангский, ламахолотский (диалектный кластер)
    - другие: адонара, алорский, иле-апе, ламалера, ламатука, лево-эленгский, левотоби, левука, лембата
- Тайваньские языки (пайванские, формосанские)
- Таманские языки: мбало, таманский
- Тандиа
- Теор-курские языки: курский, теорский
- Тимор-бабарские языки
- Чаморро
- Чамские языки
- Челебские языки[уточнить]
- Энггано
- Южно-сулавесийские языки
- Южнохальмахерско-западноновогвинейские языки: були, гане, маба, патани, савай, таба
- Яванский язык
- Языки селару: селару, селувасанский
- Языки сула-буру: буруанский язык, лисела, манголе, моксела (исчез), палумата (исчез), сула, талиабо
- Ямдена
- Япенские языки-Варопенский язык
- Яурский язык